# Reso
Reso (in greco antico Ῥῆσος Rhḕsos) è un personaggio della mitologia greca, signore di Tracia. Nella letteratura occidentale ha inizio con lui la serie dei giovani guerrieri destinati a venire uccisi nel sonno. Il mito che lo riguarda si conclude con la sua singolarissima risurrezione.

## Etimologia
Il nome Reso (un antroponimo tracio) probabilmente deriva dalla radice Indoeuropea *reg-, "governare" mutata secondo le caratteristiche tipiche di una lingua Satem. In Bitinia c'era anche un fiume chiamato Reso, al quale la mitologia greca attribuisce una divinità protettrice che porta lo stesso nome. Il semidio trace fu parimenti associato alla Bitinia grazie alla sua storia d'amore con la cacciatrice bitina Argantone, da lui sposata poco prima della partenza per Troia, come riportato dagli Erotika Pathemata (Pene d'amore) di Partenio di Nicea.

## Il mito

### Le origini
Reso era un giovane re della Tracia che, secondo l'Iliade, nel corso della guerra di Troia si alleò con i troiani di Priamo. Omero afferma che suo padre era Eioneo, un personaggio altrimenti sconosciuto, sebbene il suo nome sia evidentemente connesso con la città di Eione che si trova nella Tracia occidentale, alla foce dello Strimone. Scrittori di epoche successive attribuirono a Reso come padre il re trace Strimone, che era originario della città trace di Eione, il che può fare pensare che, in Omero, Eioneo non sia nome proprio di persona ma voglia dire in realtà "l'uomo di Eione", ovvero appunto Strimone. Sempre nelle fonti postomeriche venne data a Reso anche un'origine semidivina, in quanto ritenuto figlio, come già Orfeo, di una delle nove Muse (le fonti oscillano tra Clio, Euterpe e Tersicore), che l'avrebbe fatto allevare da alcune Naiadi; in una variante invece l'eroe è figlio di una donna mortale e di Strimone dopo la trasformazione di costui in dio-fiume.

### La morte

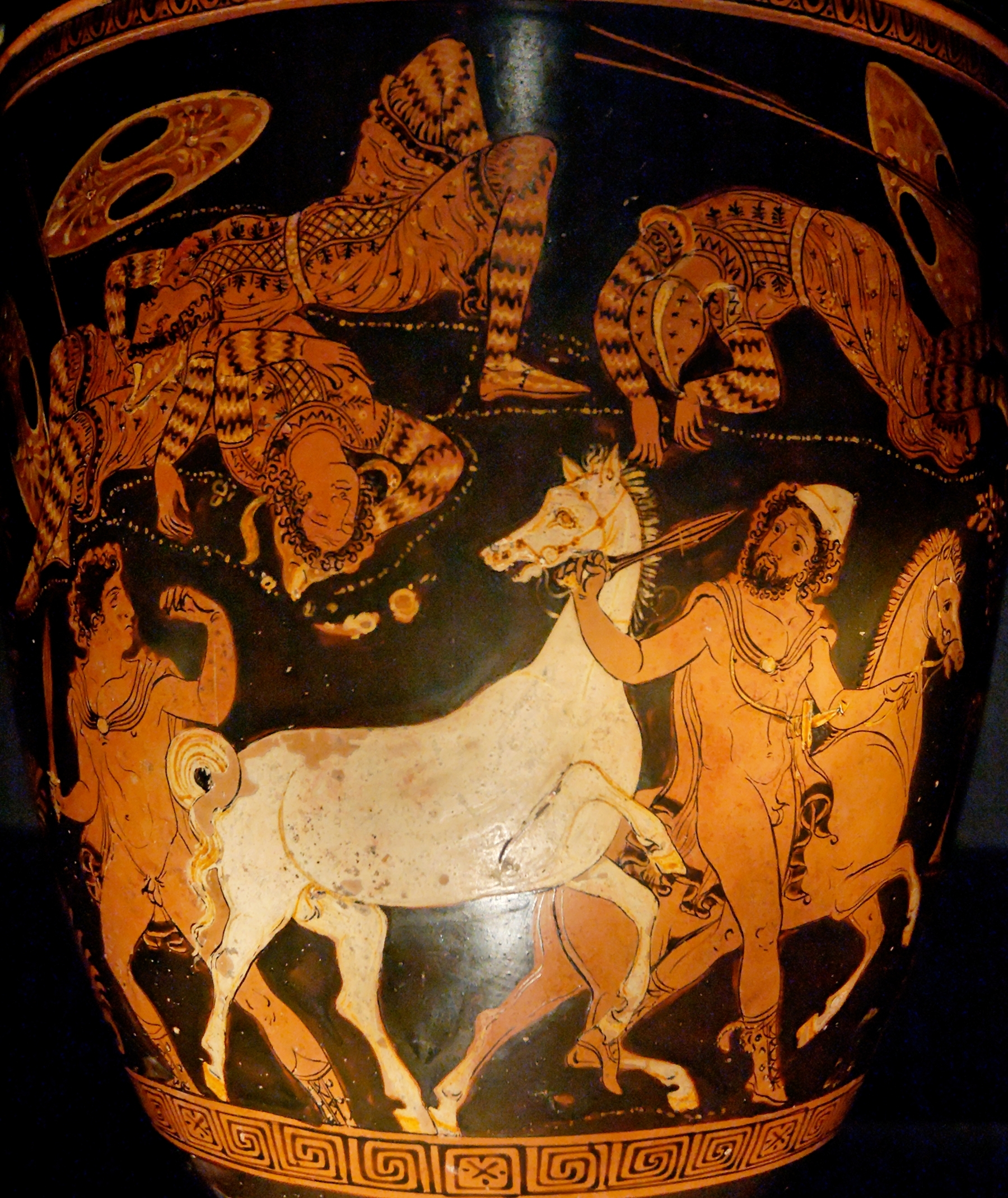
Odisseo e Diomede rubano i cavalli di Reso dopo averlo ucciso – Decorazione su vaso a figure rosse opera del pittore Licurgo – 360 a.C. circa

Reso salì ancora adolescente sul trono di Tracia, succedendo al padre che aveva abdicato in suo favore. Era da poco diventato re quando giunse la notizia della guerra scoppiata tra greci e troiani, e allora inviò in aiuto del re Priamo un grande contingente di uomini guidati da due nobili in età matura, Acamante (zio di Cizico, il defunto sovrano dei Dolioni) e Piroo: se egli non poté subito intervenire direttamente in prima persona fu perché nel contempo si trovò a dover difendere il suo regno da un attacco degli abitanti della Scizia. Passarono così dieci anni, e finalmente Reso arrivò a Troia con un cocchio decorato in oro e argento, trainato da due cavalli bianchi che gli erano stati donati da Ares, dotati di una grandissima velocità. Gli Achei, preoccupati di questo, inviarono Ulisse e Diomede per rubarglieli. I due eroi, penetrati nell'accampamento con il favore del buio, si introdussero nella tenda di Reso: Diomede con la spada colpì alla gola il re e dodici suoi uomini mentre dormivano, per poi allontanarsi con i preziosi animali trafugati nel frattempo da Odisseo. Ironia della sorte, il giovane condottiero stava sognando di essere ucciso da Diomede, il che aveva contribuito ad agitare ulteriormente il suo sonno, essendo egli già di per sé forte russatore. Alla strage sopravvisse Ippocoonte, cugino e coetaneo di Reso, nonché suo consigliere. Questi fatti sono raccontati nel libro X dell'Iliade.
 «... Intanto
piomba su Reso il fier Tidìde, e priva
lui tredicesmo della dolce vita.
Sospirante lo colse ed affannoso
perché per opra di Minerva apparso
appunto in quella gli pendea sul capo,
tremenda visïon, d'Enide il figlio.
Scioglie Ulisse i destrieri, e colle briglie
accoppiati, di mezzo a quella torma
via li mena, e coll'arco li percuote
(ché tor dal cocchio non pensò la sferza),
e d'un fischio fa cenno a Dïomede.
Ma questi in mente discorrea più arditi
fatti, e dubbiava se dar mano al cocchio
d'armi ingombro si debba, e pel timone
trarlo; o se imposto alle gagliarde spalle
via sel porti di peso; o se prosegua
d'altri più Traci a consumar le vite.
In questo dubbio gli si fece appresso
Minerva, e disse: Al partir pensa, o figlio
dell'invitto Tidèo, riedi alle navi,
se tornarvi non vuoi cacciato in fuga,
e che svegli i Troiani un Dio nemico.
Udì l'eroe la Diva, e ratto ascese
su l'uno de' corsier, su l'altro Ulisse
che via coll'arco li tempesta, e quelli
alle navi volavano veloci.
Il signor del sonante arco d'argento
stavasi Apollo alla vedetta, e vista
seguir Minerva del Tidìde i passi,
adirato alla Dea, mischiossi in mezzo
alle turbe troiane, e Ipocoonte
svegliò, de' Traci consigliero, e prode
consobrino di Reso. Ed ei balzando
dal sonno, e de' cavalli abbandonato
il quartiero mirando, e palpitanti
nella morte i compagni, e lordo tutto
di sangue il loco, urlò di doglia, e forte
chiamò per nome il suo diletto amico;
e un trambusto levossi e un alto grido
degli accorrenti Troi, che l'arduo fatto
dei due fuggenti contemplâr stupiti.» 
(Omero, Iliade X, traduzione di Vincenzo Monti)
Nella tragedia Reso, la cui attribuzione ad Euripide è tuttora incerta e contestata, si dice che il giovane signore dei Traci fu ucciso la notte stessa del suo arrivo a Troia senza che egli avesse avuto il tempo di dissetare i cavalli con l'acqua dello Scamandro, nel qual caso la città sarebbe divenuta inespugnabile: esausto per le fatiche del viaggio, si era posto a dormire nel suo letto. In quest'opera viene inoltre celebrata la straordinaria bellezza dell'eroe, definito "simile a un nume" mentre incede sul suo splendido carro da combattimento.
Manca, nell'opera teatrale, la figura di Ippocoonte: la descrizione dell'uccisione di Reso viene fatta dal suo auriga, che nella strage è rimasto ferito:
 « E, alzando il capo, un rantolo
udii di moribondi; e un caldo rivolo
di giovin sangue mi colpì, sprizzante
dal signor mio, miseramente ucciso.» 
(Pseudo-Euripide, Reso, traduzione di Ettore Romagnoli)

### La risurrezione
Stando al finale della tragedia pseudoeuripidea, la Musa madre di Reso (non se ne fa mai il nome) prese con sé il cadavere dell'eroe, e pur straziata per la sua morte prematura ne profetizzò l'imminente risurrezione ad opera degli dei inferi, che dopo aver riunito corpo e anima gli avrebbero anche dato l'immortalità facendolo però per sempre restare nelle viscere della terra, lontano dunque dagli uomini viventi ma anche dal regno dei morti, in un luogo misterioso e inaccessibile a tutti, divinità comprese, con un'oscurità inferiore a quella dell'Ade ma non luminoso come i Campi Elisi. Egli dunque diventerà un demone sotterraneo, e come tale verrà venerato dai Traci.
 «Ma d'ora innanzi,
per me sarà come se morto ei sia,
né luce vegga più. Perché trovarsi
dove io mi trovi, e della madre il volto
vedere, ei non potrà. Dell'argentífera
terra nascosto negli oscuri anfratti,
uomo e Nume sarà, vivo e sepolto» 
(Pseudo-Euripide, Reso, traduzione di Ettore Romagnoli)

## Fortuna dell'episodio

### Letteratura latina e moderna
Il tragico assassinio di Reso è ben noto a Virgilio, che nel libro I dell'Eneide pone una sua raffigurazione in un tempio di Cartagine: Enea, che l'ha riconosciuto, non riesce a trattenersi dal pianto. Virgilio non si rifà solo a Omero ma anche all'opera teatrale, in quanto accenna alla fatale dimenticanza dell'eroe.
 «Né senza lagrimar Reso conobbe
ai destrier bianchi, ai bianchi padiglioni,
fatti di sangue in mille parti rossi:
che sotto v'era Dïomede, anch'egli
insanguinato; e si facea d'intorno
alta strage di gente che nel sonno,
prima che da lui morta, era sepolta.
Vedea quindi i cavalli al campo addotti,
che non potêr (fato a' Troiani avverso!)
di Troia erba gustare, o ber del Xanto.» 
(Virgilio, Eneide, libro I, traduzione di Annibal Caro)
Ma soprattutto il poeta latino narra, nel libro IX del poema, un episodio quasi del tutto analogo, in cui i due grandi amici troiani Eurialo e Niso seminano un'ingente strage nelle tende dei guerrieri italici addormentati. Due di questi in particolare richiamano il re trace: il condottiero Remo, che ha un cocchio da guerra trainato da cavalli, e l'augure Ramnete ("Amnete" nella traduzione di Adriano Bacchielli), sovrano come Reso, oltre a essere caratterizzato dal russare affannoso. Costituisce invece un'innovazione, rispetto al modello omerico, la morte, mediante decapitazione, di alcune vittime, Remo, Lamiro e Lamo, e il bellissimo Serrano: spettacolare quella di Remo, col sangue che intride tutto il letto su cui è coricato l'eroe.
 «nel sonno e nel sopor del vino immersi,
vedono ovunque Rutuli fra l'ombre,
carri funesti col timone al cielo,
uomini ed armi fra le briglie, ed elmi
ed anfore di vino a terra prone.
E l'Irtacide allora: « Questo, Eurialo,
è il momento di osare!» » 
[...]
 « Così dice, e si tace; e d'improvviso
assale con la spada il tronfio Amnete
che su cumulo folto di tappeti
roco soffiava dai polmoni il sonno:
 ed augure egli era, e a Turno caro,
 ed egli stesso re; ma l'arte sua
 non lo salvò da morte. Poi tre servi
accanto a lui sorprende, alla rinfusa
in mezzo all'armi placidi giacenti,
e l'auriga di Remo fra i cavalli;
e taglia loro la riversa gola.
Poi con un colpo mozza il capo al sire
e lascia il tronco sussultar nel sangue
che il letto intiepidisce e il suolo imbruna;
e a Lamo poi, a Lamiro, a Serrano
che fino a tarda notte avea giocato:
bello d'aspetto, al suol giacente, immemore,
avvinti i sensi nel sopor del vino.» 
(Virgilio, Eneide, libro IX, traduzione di Adriano Bacchielli)
Non si deve dimenticare, nel poema virgiliano, il passo del sesto libro in cui l'anima di Deifobo racconta ad Enea, sceso vivo nell'Ade, la propria uccisione, avvenuta per mano di Ulisse e Menelao, che lo trucidarono nel sonno dopo essere entrati in casa sua la notte della caduta di Troia. L'episodio era narrato già nella Iliou Persis, opera perduta del ciclo troiano, che fu composta dopo l'Iliade, e dunque la figura di Reso è alla base anche dello sviluppo del mito concernente Deifobo, benché le varie mutilazioni subite da costui siano un elemento di cui non si trova traccia nel modello di partenza.
 « Qui vide il priamide Deifobo dilaniato in tutto il corpo,
crudelmente mutilo il viso, il viso e ambedue le mani,
devastate le tempie, le orecchie strappate,
e tronche le nari da deturpante ferita.
Lo riconobbe a stento, che tremava e copriva l'orribile
scempio, e gli si rivolse per primo con la nota voce:
«Deifobo, possente in armi, stirpe dell'alto sangue
di Teucro, chi volle vendicarsi così crudelmente?
A chi fu lecito tanto su te? Nell'ultima notte
mi giunse la fama che tu, stanco della vasta strage
di Pelasgi, eri caduto su un mucchio di confuso sterminio.
Allora un muro ti eressi sulla riva cretea,
e tre volte invocai a gran voce i Mani.
Il nome e le armi vegliano il luogo; te, amico, partendo
non scorsi, per comporti nella terra dei padri.»
A ciò il Priamide: «Non hai tralasciato nulla, amico,
tutto hai assolto a Deifobo e all'immagine del suo cadavere.
Ma i miei fati e l'esiziale delitto della Spartana
mi sommersero in tale sciagura; ella ha lasciato questi ricordi
Come passammo tra falso giubilo l'ultima
notte, lo sai; e bisogna ricordarlo purtroppo.
Quando il fatale cavallo d'un balzo venne sull'alta
Pergamo, e gravido portò nel ventre guerrieri armati,
lei, simulando una danza, guidava intorno le Frigie
ululanti in tripudio; in mezzo brandiva una grande
fiaccola, e dall'alto della rocca chiamava i Danai.
Allora, sfinito dagli affanni e gravato dal sonno,
mi accolse l'infausto talamo, e disteso mi oppresse
un dolce e profondo riposo simile a placida morte.
Intanto quell'egregia sposa sottrae tutte le armi
dalla casa, e mi toglie di sotto il capo la fida spada;
chiama Menelao nelle stanze, e apre le porte,
certo sperando che questo sarebbe un gran dono all'amante,
e che potesse estinguersi così la fama delle antiche colpe.
Ma perché mi dilungo? Irrompono nel talamo;
si unisce a loro, consigliere di delitti, l'Eolide»» 
(Virgilio, Eneide, libro VI, traduzione di Luca Canali)
Ovidio rievoca la morte del semidio trace in due differenti opere. Nel tredicesimo libro delle Metamorfosi viene descritta la "querelle" tra Aiace Telamonio e Ulisse per il possesso delle armi del defunto Achille; tra le ragioni addotte da Ulisse, c'è anche il merito per la strage ai danni di Reso e dei suoi uomini, che a suo dire sarebbe stata compiuta proprio da lui e non da Diomede. Secondo il medesimo testo, anche il cocchio del semidio viene rubato, e sempre ad opera di Ulisse. 
 « E mi levo a parlare incitando contro il nemico quei codardi, e con la mia parola gli restituisco il coraggio perduto. Da quel momento qualsiasi prodezza Aiace può sembrare che abbia compiuto è opera mia, che lo trattenni mentre fuggiva. Ma poi tra i Danai chi ti elogia, chi ti cerca? Diomede invece mi fa partecipe delle sue imprese, mi apprezza e sempre confida nell'aiuto di Ulisse. Vuol dire pur qualcosa essere scelto dal figlio di Tideo, unico fra migliaia di Greci. Non me l'imponeva la sorte di andare, eppure, disprezzando i pericoli della notte e dei nemici, uccido Dolone, un frigio che stava tentando un'azione simile alla nostra, non senza averlo prima costretto a svelare tutto e venendo così a sapere cosa tramava l'infida Troia. Avendo appreso tutto, non avevo altro da scoprire e potevo tornarmene indietro a cogliere gli onori promessi. Invece non contento mi diressi alle tende di Reso e trucidai lui e i suoi nel suo stesso accampamento. E così, vincitore e soddisfatto, con un cocchio sottratto al nemico, rientro assaporando la gioia del trionfo. » 
 (Ovidio, Metamorfosi, libro XIII)
L'altro riferimento ovidiano a Reso si trova nell'Ibis, in un passo dove l'episodio omerico viene accostato a quello dell'eccidio compiuto da Eurialo e Niso nell'Eneide.
« Possa tu riposare di un sonno non migliore di quello di Reso e dei guerrieri, compagni di Reso prima nel viaggio e poi nella morte, e di quelli che col rutulo Ramnete furono uccisi dal non pigro figlio di Irtaco e dal compagno del figlio di Irtaco »
(Ovidio, Ibis, vv.627-31, traduzione di Francesco Della Corte)
In età moderna Ludovico Ariosto nel suo Orlando Furioso si ispira a Omero e in parte anche a Virgilio facendo dei due guerrieri saraceni Cloridano e Medoro gli autori di un massacro notturno di cui restano vittime diversi nemici cristiani sorpresi nel sonno. Qui le figure più vicine a Reso sono i due giovani fratelli Malindo e Ardalico, che come lui si sono appena aggiunti al resto dell'esercito.
 «Così disse egli, e tosto il parlar tenne,
ed entrò dove il dotto Alfeo dormia,
che l'anno inanzi in corte a Carlo venne,
medico e mago e pien d'astrologia:
ma poco a questa volta gli sovenne;
anzi gli disse in tutto la bugia.
Predetto egli s'avea, che d'anni pieno
dovea morire alla sua moglie in seno:
ed or gli ha messo il cauto Saracino
la punta de la spada ne la gola.
Quattro altri uccide appresso all'indovino,
che non han tempo a dire una parola:
menzion dei nomi lor non fa Turpino,
e 'l lungo andar le lor notizie invola:
dopo essi Palidon da Moncalieri,
che sicuro dormia fra duo destrieri.
Poi se ne vien dove col capo giace
appoggiato al barile il miser Grillo:
avealo voto, e avea creduto in pace
godersi un sonno placido e tranquillo.
Troncògli il capo il Saracino audace:
esce col sangue il vin per uno spillo,
di che n'ha in corpo più d'una bigoncia;
e di ber sogna, e Cloridan lo sconcia.
E presso a Grillo, un Greco ed un Tedesco
spenge in dui colpi, Andropono e Conrado
che de la notte avean goduto al fresco
gran parte, or con la tazza, ora col dado:
felici, se vegghiar sapeano a desco
fin che de l'Indo il sol passassi il guado.
Ma non potria negli uomini il destino,
se del futuro ognun fosse indovino.
 Come impasto leone in stalla piena,
 che lunga fame abbia smacrato e asciutto,
uccide, scanna, mangia, a strazio mena
l'infermo gregge in sua balìa condutto;
così il crudel pagan nel sonno svena
la nostra gente, e fa macel per tutto.
La spada di Medoro anco non ebe;
ma si sdegna ferir l'ignobil plebe.
[...]
Malindo uccise e Ardalico il fratello,
che del conte di Fiandra erano figli;
e l'uno e l'altro cavallier novello
fatto avea Carlo, e aggiunto all'arme i gigli,
perché il giorno amendui d'ostil macello
con gli stocchi tornar vide vermigli:
e terre in Frisa avea promesso loro,
e date avria; ma lo vietò Medoro.» 
(Ludovico Ariosto, Orlando Furioso, canto XVIII, ottave 174-77, 180)

## Nella cultura di massa
- In campo artistico va ricordato il dipinto Ulisse e Diomede nella tenda di Reso di Corrado Giaquinto, basato sulla versione del mito riferita dallo Pseudo-Euripide. Si trova custodito nella Pinacoteca di Bari.
- Tobias Santelmann presta il proprio volto a Reso nel film del 2014 Hercules - Il guerriero, dove il protagonista Eracle (interpretato da Dwayne Johnson) interagisce con l'eroe trace, il che è un'evidente forzatura in quanto nel mito greco i due semidei appartengono a saghe differenti.

### Fonti
- Omero, Iliade, X.
- Pseudo-Euripide, Reso .
- Virgilio, Eneide, I.
- Partenio di Nicea, Pene d'Amore.

### Traduzione delle fonti
- Omero, Iliade, traduzione di Vincenzo Monti.
- Pseudo-Euripide, Reso, traduzione di Ettore Romagnoli.
- Virgilio, Eneide, traduzione di Annibal Caro.